# Физически корректный рендеринг

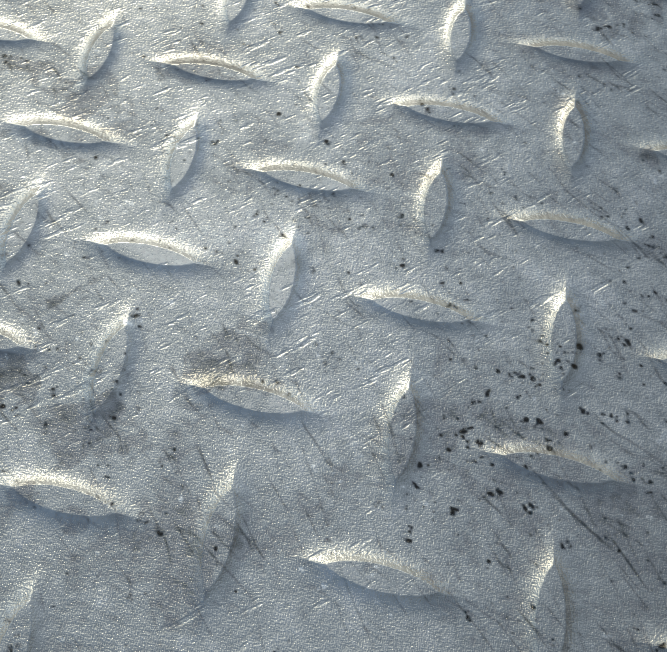
Текстура напольной пластины, отрисованная крупным планом с применением методов визуализации на основе физики. Микроскопические царапины покрывают материал, придавая ему грубый, реалистичный вид, даже если это металл. Зеркальные блики реалистично моделируются на соответствующем краю царапин при использовании карты нормалей.

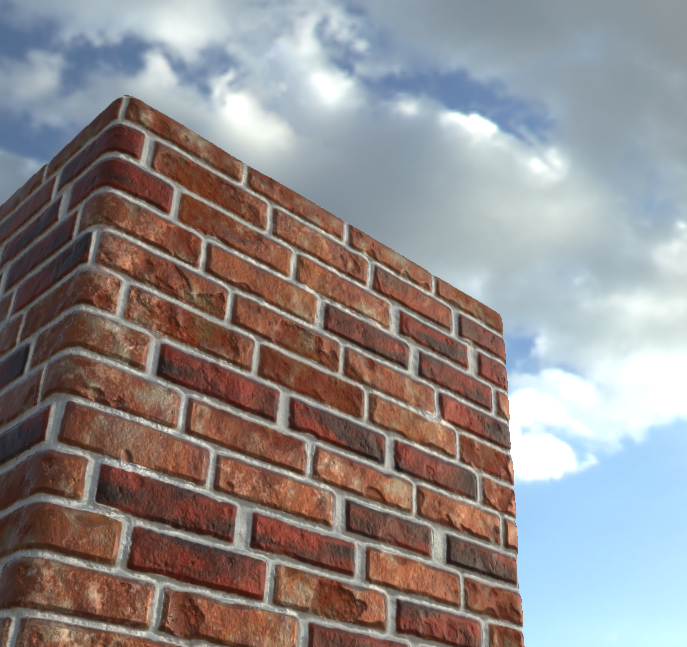
Отображение кирпичной кладки с использованием PBR. Даже если это шершавая, непрозрачная поверхность, рассеянный свет отражается от более яркой стороны материала, ещё и создавая небольшие блики, потому что «всё блестит» в модели визуализации на основе физики реального мира. Замощение используется для создания полигональной сетки объекта с помощью карты высот и карты нормалей, обеспечивая большую подробность.

Физически корректный рендеринг (англ. Physically based rendering, PBR) — метод компьютерной графики, который позволяет отображать объекты более достоверно, моделируя поток света в реальном мире.
Множество графических конвейеров PBR ориентированы на тщательную имитацию фотореализма. Правдоподобные и быстрые математические приближения функции распределения двунаправленного отражения (BRDF) и уравнения визуализации являются важнейшими в данной задаче. Фотограмметрия может использоваться для выявления и определения достоверных оптических свойств материалов. Шейдеры могут использоваться для реализации принципов PBR.

## История
Начиная с 1980-х годов, ряд исследователей в области визуализации, работали над созданием фундаментальной теории визуализации, включая физическую точность. Большая часть этой работы была сделана в Лаборатории программирования компьютерной графики Корнеллского университета; в статье 1997 года описывается работа, проделанная в этой области к тому времени.
Фраза «Physically Based Rendering» была широко распространена Мэттом Фэрром (англ. Matt Pharr), Грегом Хампфрисом (англ. Greg Humphreys) и Пэтом Ханрахеном (англ. Pat Hanrahan) в их одноимённой книгой 2004 года, фундаментальной работой в современной компьютерной графике, принесшей её авторам премию «Оскар» за научно-технические достижения в спецэффектах.

## Процесс
PBR это, по утверждению Джо Уилсона (англ. Joe Wilson), «больше идея, чем строгий набор правил», — но идея содержит несколько характерных примечаний. Одна из них — это то, что в отличие от многих предыдущих моделей, которые пытались разделить поверхности на отражающие и не отражающие, PBR признает, что в реальном мире, как выразился Джон Хебл (англ. John Hable), «блестит всё». Даже плоские или матовые поверхности в реальном мире, такие как бетон, могут отражать небольшое количество света, а множество металлов и жидкостей отражают большую его часть. Ещё одна деталь, которую модели PBR пробуют реализовать — это интеграция фотограмметрии — замеры с фотографий реально существующих материалов для изучения и воспроизведения подлинных физических диапазонов значений для достоверной имитации альбедо, блеска, зеркальности и других физических свойств. В конечном счете, PBR придает большое значение микроповерхностям и зачастую использует вспомогательные текстуры и математические модели, предназначенные для расчёта мельчайших зеркальных бликов и вмятин, создаваемых гладкостью или шероховатостью в дополнение к традиционным картам отражений или зеркальности.

### Поверхности
Темы PBR, которые посвящены поверхностям, часто основаны на упрощенной версии функции распределения двунаправленного отражения (BRDF), которая хорошо воспроизводит оптические свойства материала, используя всего несколько наглядных параметров, а также быстро вычисляется компьютером. Распространенные приемы — это приближения и упрощенные модели, которые пытаются подогнать образцы, с помощью кривых, к более достоверным результатам относительно других методов, требующих больше времени или лабораторных измерений (таких, что используют гониорефлектометр).
Как описано исследователем Джефом Расселом из компании Marmoset, поверхностно-ориентированный графический конвейер визуализации на основе физики, может также ориентироваться на следующие области исследований:
- Отражение
- Прозрачность и светопроницаемость
- Сохранение энергии
- Металличность
- Френелевское отражение
- Подповерхностное рассеивание

### Объёмы
PBR, также, часто расширяется до объемной визуализации в таких областях исследований, как:
- Линзы / Угловое поле объектива / Глубина резкости
- Каустика
- Рассеяние частиц
- Атмосферные эффекты:
  - Цикл день-ночь
  - Высота
  - Угловое расстояние от Солнца, Луны или других орбитальных тел
  - Погодные условия и небо, включая облака, осадки и аэрозольные затенения, такие как туман или дымка.

## Приложение
Благодаря высокой производительности и низкой стоимости современного оборудования стало возможным применение PBR не только для промышленных, но также, и в развлекательных целях, где бы то ни были востребованы фотореалистичные изображения, включая игры и создание видео. С тех пор, как мобильные устройства для потребителей, такие как смартфоны, могут воспроизводить в реальном времени контент виртуальной реальности, PBR создал рынок для простых в использовании и бесплатных программ, которые определяют и отображают контент в реальном времени, где возможны компромиссы визуальной точности:
- Unity
- Unreal Engine 4
- CryEngine
- jME
- Blender
- SketchUp
- Cinema 4D
- 3ds Max
- Maya
- Houdini
- Godot
- Vue
- Rhinoceros 3D
- Unigine
- Babylon.js
- Webots[англ.]
- MicroStation[англ.]
- Stride[англ.]
- Sketchfab[англ.]

Типичное приложение содержит интуитивный графический интерфейс пользователя, позволяющий художникам определять и наслаивать материалы с произвольными свойствами, и назначать их на заданный 2D или 3D объект для воспроизведения внешнего вида любого искусственного или натурального материала. Окружающая среда может быть описана процедурными шейдерами или текстурами, так же, как и процедурная геометрия или сетки, либо облака точек. По возможности, все изменения отображаются в реальном времени и, таким образом, обеспечивают оперативность действий. Сложные приложения позволяют умелым пользователям писать собственные шейдеры на языке шейдеров.